# Lucia Koch
Lucia Koch ou Lucia Machado Koch (Porto Alegre, 1966) é uma artista multimídia, escultora e fotógrafa brasileira. Sua produção constitui-se em torno das relações entre arte e arquitetura. A artista trabalha com a luz e a espacialidade promovendo alterações que reorganizam a compreensão visual dos espaços e redefinem as percepções do público.
Seu trabalho é influenciado pelo movimento da Matemática Moderna, que contribui para uma prática artística marcada por um pensamento investigativo em torno de diferentes modos de resolução de um problema lógico. Assim, método de pesquisa e de criação são aspectos essenciais do fazer artístico de Lucia Koch, que acrescenta novas experiências sensoriais e estéticas à arte brasileira, com intervenções que consideram os usos sociais e públicos dos espaços arquitetônicos. Ela é umas das fundadoras do grupo Arte Construtora; participou do Jardim Miriam Arte Clube (JAMAC) e atua no projeto ali:leste, ambos projetos que realizam ações artísticas na periferia paulistana. Sua obra está presente em coleções de importantes instituições culturais do Brasil e de outros países.    

## Formação acadêmica
Formou-se em Artes Plásticas pela Universidade Federal do Rio Grande do Sul (UFRGS), em 1989. Na mesma universidade concluiu, em 2000, o mestrado em Artes visuais com a dissertação Cores Impuras, sob orientação de Sandra Rey.
Em 2008, sob orientação de Carlos Fajardo, defendeu doutorado em Poéticas visuais pela  Escola de Comunicações e Artes (ECA) da Universidade de São Paulo (USP), com a tese Estados Alterados do Lugar, em que abordou alterações na arquitetura de espaços por meio de transformações na luz ambiente.

## Trajetória
Atua como docente na área de Artes desde 1991, tendo lecionado na Escola Projeto, na Universidade Feevale, na UFRGS e também na Fundação Armando Alvares Penteado (FAAP). Desde 2012, é professora do Departamento de Artes Plásticas (CAP) e do Programa de pós-graduação em Poéticas visuais da ECA-USP.
No início da década de 1990, Lucia Koch começou a fazer intervenções em espaços domésticos, prática que seria estendida a espaços institucionais e públicos. Participou da fundação do grupo Arte Construtora, em 1992, integrando-o até 1996. Com a proposta de ocupar espaços arquitetônicos e ambientes naturais, o grupo realizava intervenções artísticas. Dentre elas, está aquela realizada em 1994 no Parque Modernista, em São Paulo, um espaço marcado pelo abandono das autoridades e que foi tomado pelo Arte Construtora como objeto de reflexões sobre a permanência do lugar, sua situação de esquecimento e as condições de transformação que marcam a memória coletiva. Outra intervenção de destaque foi realizada num importante marco histórico brasileiro, a Ilha da Pólvora, Porto Alegre, em 1996, resultando em um espaço de convivência, a partir de uma proposta que trazia como alguns de seus elementos os afetos de antigos habitantes da região e a memória do território.
Ao longo de sua existência, o Arte Construtora foi composto pelos artistas Lucia Koch, Luisa Meyer, Elaine Tedesco, Marijane Ricacheneisky, Mima Lunardi, Nina Moraes, Rochelle Costi, Carlos Pasquetti, Elcio Rossini, Fernando Limberger, Iran do Espírito Santo, Jimmy Leroy, Marepe e Renato Heuser. A experiência, constituída pelo diálogo entre os artistas, em alguma medida, promovia uma criação marcada tanto pela individualidade como pela partilha, o que foi fundamental para a trajetória de Lucia Koch.
Nos anos de 2004 a 2006, Lucia Koch participou, ao lado de Mônica Nador e Fernando Limberger, do Jardim Miriam Arte Clube (JAMAC), realizando projetos artísticos na periferia paulistana, com populações muitas vezes afastadas do circuito artístico institucionalizado. Desde 2019, coordena com outros artistas o projeto ali:leste -  ALI é acrônimo para arte livre itinerante -, realizado há mais de 15 anos e definido como "uma escola nômade de arte que estabelece trânsitos entre centros e periferias que atua no distrito de Cidade Tiradentes, extremo leste da cidade de São Paulo."
Sua primeira exposição individual, Esculturas, pelo Projeto Macunaíma, ocorreu no Espaço Alternativo da Funarte, Rio de Janeiro, em 1988. Desde então, Lucia Koch participa de exposições individuais e coletivas no Brasil e em diversos países, tendo sua obra representada em coleções de importantes museus e instituições pelo mundo. 
Entre grandes eventos e bienais, participou da Bienal de Pontevedra, Espanha (2000), da 27ª Bienal Internacional de São Paulo (2006), 11ª Bienal de Lyon, na França (2011), da 2ª, 5ª e 8ª Bienal de Artes Visuais do Mercosul (1999, 2005 e 2011), do Panorama da Arte Brasileira (2001 e 2007) no Museu de Arte Moderna de São Paulo (MAM/SP), entre outros.
A artista foi uma das finalistas do 4º Prêmio Jameel (2016), premiação internacional de arte contemporânea e design inspirada na tradição islâmica e organizada pelo Victoria and Albert Museum (Londres). No site da instituição, Lucia Koch foi descrita como uma artista que:
cria intervenções arquitetônicas, cobrindo fachadas, claraboias e janelas com materiais translúcidos e filtros, investigando questões de luz e espacialidade.

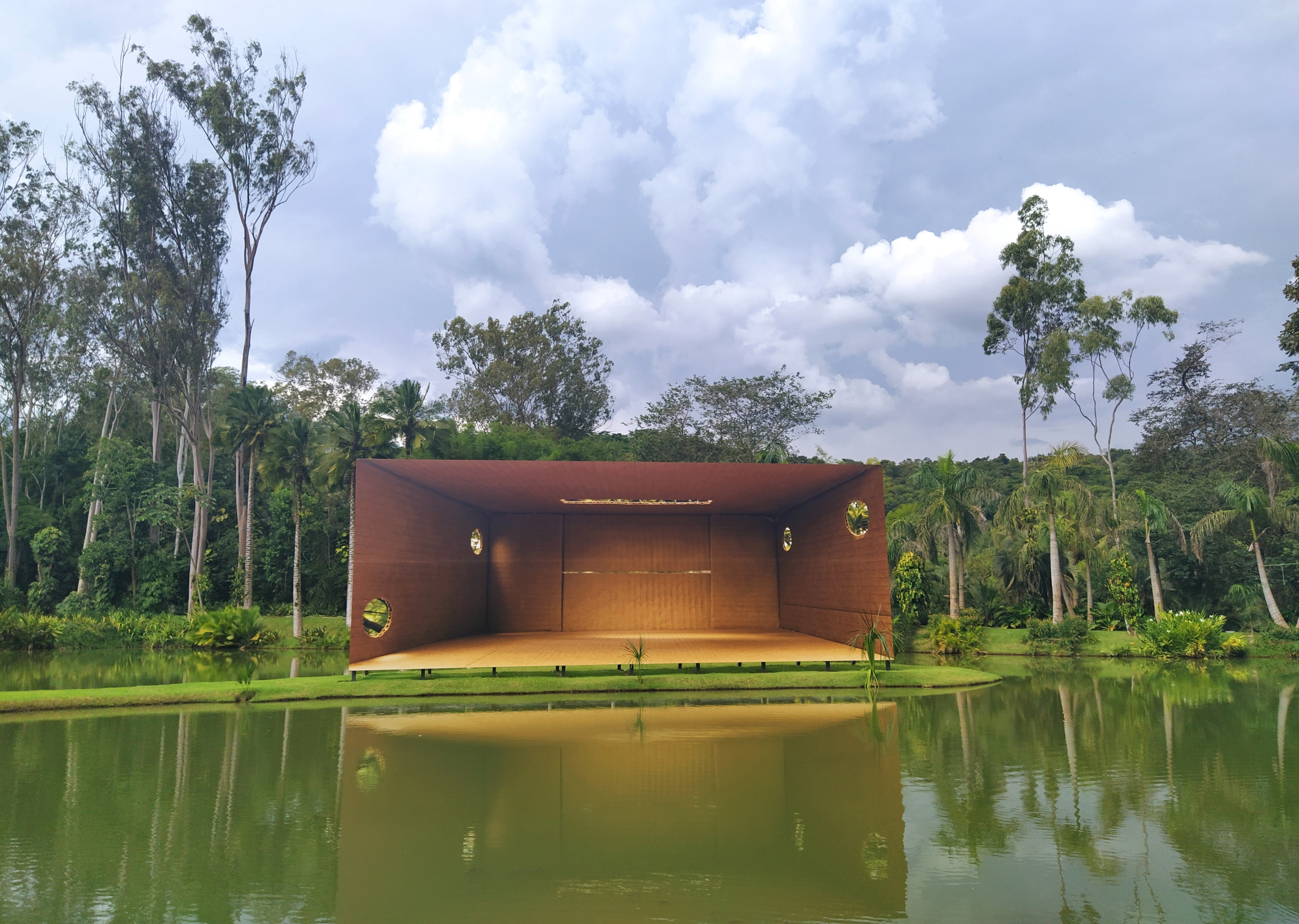
PROPAGANDA (Folie), compõe a obra PROPAGANDA (2021), de Lucia Koch. São intervenções em outdoors com fotografias de caixas e de embalagens vazias que a artista coletou em Brumadinho e Belo Horizonte. Local: Instituto Inhotim

Em 2021, Lucia Koch foi convidada, junto com outros artistas, a desenvolver projetos para o Instituto Inhotim, em Brumadinho, Minas Gerais. Elaborou o site specific Propaganda (2021), uma série que ocupa simultaneamente espaços do município de Brumadinho e do Instituto Inhotim. A obra constitui-se de um conjunto de intervenções em outdoors, feitas com fotografias de caixas e de embalagens vazias que a artista coletou não só em Brumadinho, como também em Belo Horizonte, ambas cidades do estado de Minas Gerais.

## O fazer artístico de Lucia Koch
O trabalho de Lucia Koch tem como foco estruturas perceptivas, tornadas visíveis em situações que a artista cria em espaços arquitetônicos e em elementos como claraboias, janelas, portas, telhados e muros. Por meio de intervenções, explora a incidência e a percepção da luz e os fenômenos daí resultantes: cores, nuances, sombras, refração, projeção. A partir do intenso diálogo com a arquitetura dos espaços, Lucia Koch cria estados alterados de lugares, propondo intervenções que reorientam as percepções dos sujeitos e reorganizam a compreensão visual dos espaços.
Lucia Koch teve um envolvimento próximo com o movimento da Matemática Moderna, devido ao convívio com sua mãe, a pesquisadora Maria Celeste Machado que, segundo a própria Lucia, foi responsável por ensinar-lhe "a pensar com desenhos de máquinas e cores".  A relação com este movimento parece ter colaborado para que Lucia Koch estabelecesse, em sua prática artística, a disposição para um pensamento investigativo, autônomo e criativo em torno das variadas formas de resolução de um problema lógico que um dado conjunto de variáveis aponta. Mais que a exterioridade criada, seu trabalho tem como marca principal o método de pesquisa e criação.
Os usos dos espaços arquitetônicos são definidores das intervenções de Lucia Koch, que modifica os próprios ambientes expositivos que lhe são destinados. Ao considerar a história social dos espaços, sua obra dialoga com o entorno e seus atores, sendo marcada por um caráter tanto processual como público. Já a luz é elemento nuclear em seu trabalho, empregada como recurso à percepção tanto física como afetiva dos espaços, possibilitando reelaborações da relação das pessoas com o meio em que se encontram. Por meio de filtros ou de chapas coloridas, a artista ativa a luz existente nos ambientes e modifica suas cores.

Segundo, Lucia Koch
Quando você usa a cor como filtro, força os outros a verem como a luz acontece naquele espaço. E tem também a ideia meio matemática da cor mais como um atributo do que como coisa. Elemento relacional. Interferir com a cor afeta a relação entre as coisas. 
O artista Cao Guimarães afirma que a obra de Lucia Koch coloca o público para além da contemplação. Inserido na obra, enquanto receptor de projeções, não está distante, mas é como se fizesse parte da cor, tomando um banho de cor que o coloca como parte constitutiva da obra.

## Acervos que possuem suas obras

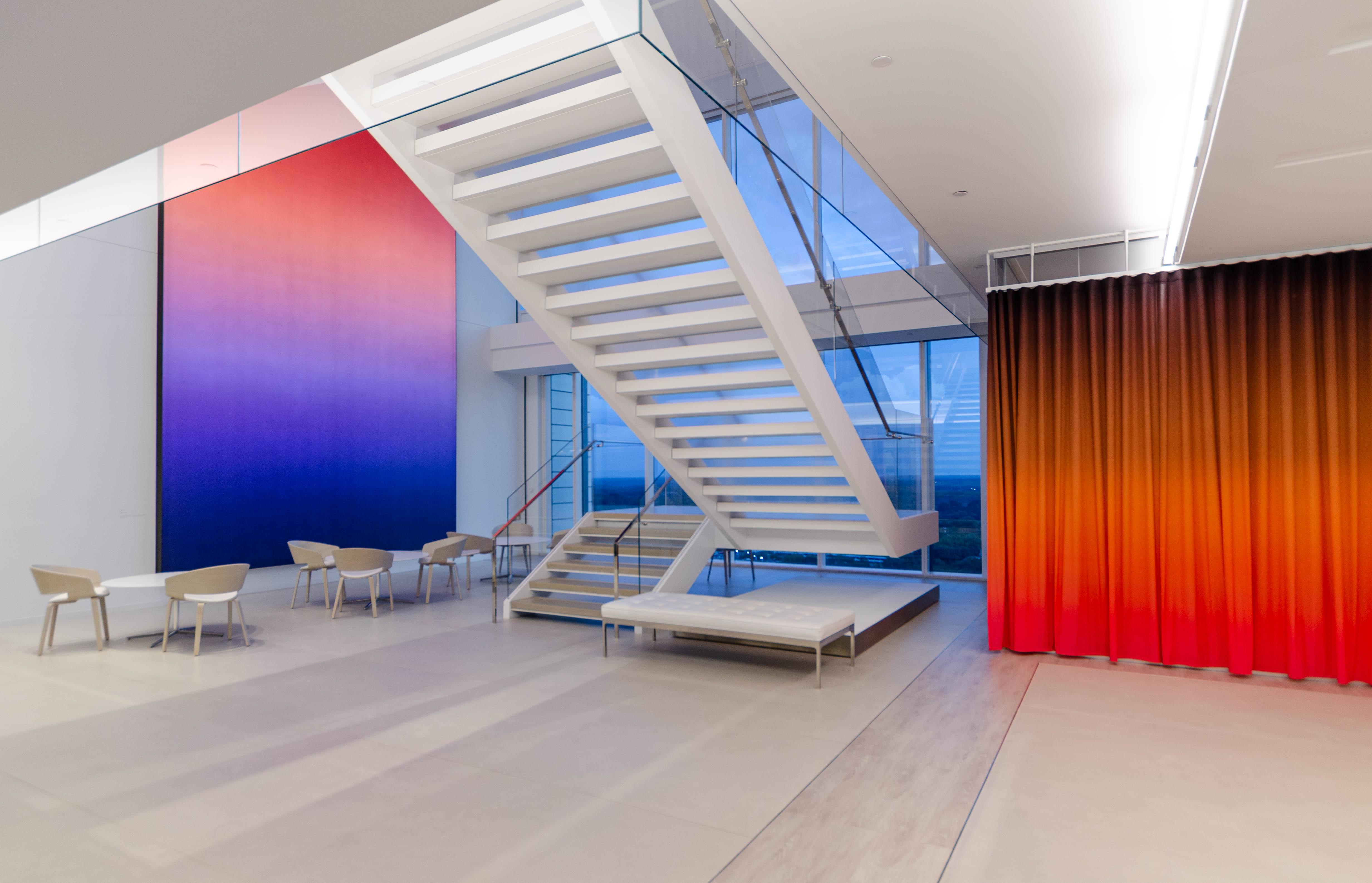
Dusk and Dawn, instalação de Lucia Koch na sede corporativa da TEGNA, em Tyson's Corner, Virginia (EUA)

- Musée d'Art Contemporain de Lyon (Lyon, França)[38]
- Museu de Arte do Rio (MAR) (Rio de Janeiro, Brasil)[39]
- J. Paul Getty Museum (Los Angeles, EUA)[40]
- Pinacoteca do Estado de São Paulo (São Paulo, Brasil)[41][42]
- Museu de Arte Moderna Aloísio Magalhães - MAMAM (Recife, Brasil)[43]
- Museu de Arte Moderna de São Paulo - MAM (São Paulo, Brasil)[42]
- Museu de Arte Contemporânea do Rio Grande do Sul - MAC (Porto Alegre, Brasil)[44][45]
- Museu Nacional de Brasilia (Brasília, Brasil)[46]
- National Gallery of Victoria (Melbourne, Austrália)[47]

## Prêmios
2010 - XI Prêmio Marc Ferrez de Fotografia, FUNARTE.

2004 - Prêmio CNI-SESI Marcantônio Vilaça para as Artes Plásticas, CNI-SESI.